# Zenith (serie)
Zenith is een Nederlandse jeugdserie dat geproduceerd werd door de VPRO en Lemming Film. Seizoen één van de serie was vanaf 12 maart 2017 tot 23 april 2017 iedere week om 9:00 te zien op NPO 3 tijdens het NPO Zapp blok. Iedere aflevering duurde ongeveer 25 minuten. Seizoen twee van de serie werd uitgezonden onder de naam Zenith II en was vanaf 2 oktober 2022 tot 20 november 2022 iedere week om 18:15 te zien op NPO 3 tijdens het NPO Zapp blok. Seizoen één werd geregisseerd door Maurice Trouwborst  en Tomas Kaan. Seizoen twee werd geregisseerd door Joost van Hezik.
De serie won in de categorie 'fictie' de Cinekid Kinderkastprijs 2017. NPO stuurde in 2018 Zenith in naar de Emmy Awards.

## Verhaal

### Seizoen 1
De serie gaat over Boris (10 jaar) en zijn zus Fay (14 jaar). De ouders van Fay en Boris laten zich vervangen door robots van het bedrijf Zenith omdat ze te weinig tijd hebben voor hun gezin. Op deze manier hopen ze zowel tijd te hebben voor hun werk en ervoor te zorgen dat de kinderen goed verzorgd worden.

## Rolverdeling
| Acteur                | Personage          | Seizoen     | Seizoen     |
| Acteur                | Personage          | 1           | 2           |
| --------------------- | ------------------ | ----------- | ----------- |
| Jonas Smulders        | Benjamin           | Hoofdrol    | Hoofdrol    |
| Joan Nederlof         | Professor Goedhart | Terugkerend | Terugkerend |
| Guido Pollemans       | Joost (vader)      | Hoofdrol    |             |
| Hadewych Minis        | Claudia (moeder)   | Hoofdrol    |             |
| Philip van Loosbroek  | Boris              | Hoofdrol    |             |
| Eefje Paddenburg      | Fay                | Hoofdrol    |             |
| Teuntje Weeink        | Josje              | Hoofdrol    |             |
| Sonia Eijken          | Soraya             | Terugkerend |             |
| Daan Kruysifix        | Wesley             | Terugkerend |             |
| Faiz Faouzi           | Ricardo            | Terugkerend |             |
| Josephine Arendsen    | Zoë Muller         |             | Hoofdrol    |
| Raphael van den Andel | Max                |             | Hoofdrol    |
| Henry van Loon        | Peter Muller       |             | Hoofdrol    |
| Zoë Atsma             | Olivia             |             | Hoofdrol    |
| Imanuelle Grives      | Carla              |             | Terugkerend |
| Horace Cohen          | Jochem             |             | Terugkerend |
| Lies Visschedijk      | Alexei             |             | Terugkerend |
| Hanne Arendzen        | Esther             |             | Terugkerend |
| Sophie van Winden     | Dewi Muller        |             | Terugkerend |
| Carla Hardy           | Marjolein          |             | Terugkerend |
| Fred Goessens         | conciërge Bob      |             | Terugkerend |
| Helen Kamperveen      | Agnes              |             | Terugkerend |
| Poal Cairo            | Boris              |             | Terugkerend |
| Sabri Saad El Hamus   | Remmers            |             | Terugkerend |

## Afleveringen

### Seizoen 1
| Aflevering   | Uitzenddatum  |
| ------------ | ------------- |
| Aflevering 1 | 12 maart 2017 |
| Aflevering 2 | 19 maart 2017 |
| Aflevering 3 | 26 maart 2017 |
| Aflevering 4 | 2 april 2017  |
| Aflevering 5 | 9 april 2017  |
| Aflevering 6 | 16 april 2017 |
| Aflevering 7 | 23 april 2017 |

De laatste aflevering van seizoen 1 werd geëindigd met een open einde.

### Seizoen 2
| Afleveringstitel           | Uitzenddatum     |
| -------------------------- | ---------------- |
| Een spook in het lichtnet  | 2 oktober 2022   |
| Vrienden maken             | 9 oktober 2022   |
| We worden gehackt!         | 16 oktober 2022  |
| Een oude bekende           | 23 oktober 2022  |
| De jacht is geopend        | 30 oktober 2022  |
| Je wist niet wat gewist is | 6 november 2022  |
| De prijs van bedrog        | 13 november 2022 |
| Een hart vergeet niet      | 20 november 2022 |